# Certified Advisor
Certified Advisor, CAd o simplemente CAd designa una certificación profesional ofrecida por el CFA Institute a través de su sociedad local en España, la CFA Society Spain. Siendo esta certificación un título habilitante para desempeñar labores de asesoramiento o de prestación de información financiera en España por la CNMV.

## Orígenes
La entrada en vigor de la Directiva sobre Mercados de Instrumentos Financieros conocida como MiFID II (Directiva 2014/65/EU)
  
, ha supuesto la necesidad de acreditar títulos habilitantes para desempeñar labores de asesoramiento o de prestación de información financiera en España. El listado de acreditaciones ha sido llevado a cabo por la CNMV, entrando a formar parte del listado de Títulos y Certificados que cumplen con las exigencias del apartado 8.º de la Guía Técnica 4/2017. 
. 
La intención del Sociedad Española del CFA Institute era que el  Level I de la certificación Chartered Financial Analyst, fuese suficiente para acreditarse para desempeñar labores de asesoramiento e información, pero la CNMV estimó que se debía completar el conocimiento de la legislación española y de prevención de blanqueo de capitales. Siendo esta la causa principal del nacimiento de esta certificación.
.

## Requisitos
Para la obtención de esta certificación es necesaria la superación previa del Level I de la certificación Chartered Financial Analyst o CFA, ser miembro de CFA Society Spain, superar una prueba de conocimientos de la legislación española de regulación de valores y de prevención de blanqueo de capitales, 30 horas anuales de formación continua y la aceptación y observación del CFA Code of Ethics and Standards of Professional Conduct.
La certificación se lleva gracias a un acuerdo con el Instituto BME siendo este el centro de formación dependiente directamente de Bolsas y Mercados Españoles. Este Instituto facilita los materiales de estudio provenientes de su certificación MFIA, que ya estaba aprobada por la CNMV. Y  se encarga así mismo como la realización de las pruebas en las sedes de las diferentes Bolsas de valores, españolas. 
La exigencia por parte de la CNMV de completar determinados requisitos establecidos por la Guía Técnica del propio organismo regulador español. Estos requisitos que necesitan cubrirse de forma adicional son:
1) la exigencia de 30 horas anuales de formación continua, y
2) conocimientos sobre la legislación española de valores y de prevención de blanqueo de capitales.

## Otras entidades certificadoras
La CNMV dada la gran necesidad de las entidades financieras y las aseguradoras para que sus empleados cumplimenten este requisito esta ampliando el listado inicial, donde se recogen las entidades, empresas y Universidades que están habilitadas a otorgar títulos habilitantes. Es previsible que se vayan añadiendo a esta Certificaciones y Másteres conforme se asiente la demanda.
En el presente listado figuran las entidades a 22 de enero de 2018. El título habilitante puede ser apto para informar y asesorar, si únicamente permite informar está marcado como tal. 

### CECABANK
- Comercial Financiero Mifid II (solo informar).
- Asesor Financiero Mifid II

### CFA Society Spain
- Certified Advisor (CAd)

### Corporate Learning Alliance, S.L.
- Certificado de Información en Servicios Financieros (CISF) (solo informar)
- Certificado de Asesoramiento en Servicios Financieros (CASF)

### European Financial Planning Association (EFPA)
- EFPA European Investment Assistant (EIA) (solo informar)
- EFPA European Investment Practitioner (EIP)
- EFPA European Financial Advisor (EFA)
- EFPA European Financial Planner (EFP)

### IQS School of Management,Universidad Ramon Llull
- Master Universitario en Gestión Patrimonial y Financiera
- Certificado de Asesoramiento Financiero (CAF)

### Inmark Europa, S.A.
- Programa Inmark de Formación Financiera para Entidades Bancarias Nivel I (solo informar)
- Programa Inmark de Formación Financiera para Entidades Bancarias Nivel II

### Innovación y Desarrollo Directivo, S.L.
- Programa de Informador Financiero (solo informar)
- Programa de Asesor Financiero

### Instituto BME
- MFIA

### Instituto Español de Analistas Financieros
- Asesor de Servicios Financieros (solo informar).
- Asesor Financiero
- Experto en Asesoramiento Financiero
- Gestor de Patrimonios
- Analista Financiero Europeo (CEFA)
- Analista Financiero Internacional (CIIA)
- Máster en Finanzas Internacionales (MFI).

### Instituto Europeo de Posgrado
- Certificado de Información Financiera (CIF)(solo informar).
- Certificado de Asesoramiento Financiero (CAF).

### Universidad Carlos III de Madrid
- Programa de Certificación MiFID II en información sobre productos y servicios (solo informar).
- Programa de Certificación MiFID II en asesoramiento en materia de inversión.

### Universidad CEU Cardenal Herrerade Valencia
- Máster Universitario en Gestión Financiera

### Universidad CEU San Pablode Madrid
- Máster Universitario en Mercados Financieros y Gestión de Patrimonios

### Universidad de Deusto
- Programa para Informador Financiero (PIF),(solo informar).
- Programa Experto en Asesoramiento Financiero (PAF)

### Universidad Politécnica de Valencia
- Asistente Financiero Europeo,(solo informar).
- Agente Financiero Europeo
- Asesor Financiero
- Extensión Universitaria en Asesoría Financiera Europea
- Máster en Asesoramiento Financiero y de Seguros

### Universidad Pontificia Comillas
- Máster Universitario en Finanzas